# Tarroja de Segarra
Tarroja de Segarra és un municipi de la comarca de la Segarra, a Catalunya. El terme municipal ocupa una extensió de 7,61 km², i es troba rodejat pels municipis de Torrefeta i Florejacs al Nord i pel de Cervera al Sud. La vila de Tarroja és el cap del municipi i l'únic nucli de població del terme. Està situat a la meitat septentrional del terme, a l'encreuament del riu Sió i el torrent de Valls.

## El Poble de Tarroja
El poble de Tarroja està situat a la riba dreta del Sió, una mica enlairat respecte la llera del riu, a 460 metres d'altitud. El nucli primigeni és format per l'antiga vila closa fortificada, quasi circular, on hi trobem al bell mig la plaça amb l'església neoclàssica de Sant Salvador, d'origen romànic. Dins del nucli encara es conserven els antics elements de la vila closa com diferents portals i carrers coberts. Altres indrets d'interès arquitectònic són la casa Tella i la casa Sileta.

## Geografia
- Llista de topònims de Tarroja de Segarra (Orografia: muntanyes, serres, collades, indrets..; hidrografia: rius, fonts...; edificis: cases, masies, esglésies, etc)

## Fills i filles il·lustres
- Arnau de Torroja (?-1184), 9è Gran Mestre de l'Orde del Temple. Nascut a Solsona, posà a Torroja (avui, Tarroja) el seu castell.
- Cristòfor Colom (1436/1451-1506), navegant i almirall al servei dels Reis Catòlics. Va obrir el camí a la colonització d'Amèrica. No està demostrat.
- Antoni Capell i Boneu (1852-1922), batlle de Tarroja. Delegat a l'Assemblea de Manresa (1892).

## Demografia
Durant els segles xviii i xix hi hagueren certes oscil·lacions en la població però amb una clara tendència a l'alça, arribant als 521 habitants l'any 1857. A partir del segon terç del segle xix i fins a principis del segle XXI la població ha disminuït, arribant al mínim de 164 habitants l'any 2004.
Actualment (2018) la població es manté estable al voltant dels 180 habitants.
| 1497 f | 1515 f | 1553 f | 1717 | 1787 | 1857 | 1877 | 1887 | 1900 | 1910 |
| ------ | ------ | ------ | ---- | ---- | ---- | ---- | ---- | ---- | ---- |
| 28     | 28     | 34     | 80   | 268  | 521  | 499  | 498  | 460  | 468  |

| 1920 | 1930 | 1940 | 1950 | 1960 | 1970 | 1981 | 1990 | 1992 | 1994 |
| ---- | ---- | ---- | ---- | ---- | ---- | ---- | ---- | ---- | ---- |
| 468  | 396  | 340  | 378  | 360  | 259  | 223  | 208  | 196  | 196  |

| 1996 | 1998 | 2000 | 2002 | 2004 | 2006 | 2008 | 2010 | 2012 | 2014 |
| ---- | ---- | ---- | ---- | ---- | ---- | ---- | ---- | ---- | ---- |
| 200  | 187  | 178  | 173  | 164  | 175  | 180  | 169  | 173  | 173  |

| 2016 | 2018 | 2020 | 2022 | 2024 | 2026 | 2028 | 2030 | 2032 | 2034 |
| ---- | ---- | ---- | ---- | ---- | ---- | ---- | ---- | ---- | ---- |
| 182  | 183  | 188  | 175  | 170  | -    | -    | -    | -    | -    |

## Política
Des del 2011 Convergència governa el municipi, l'any 2019, fou nomenada alcaldessa Inmaculada Secanell Viladot prenent el relleu de María Lourdes Castellana Vilaró. Segons la legislació actual, el consistori està format per un ple de 5 regidors, els quals s'elegeixen en llistes obertes de fins a 5 candidats on els electors poden escollir fins a 4 candidats. Això pot provocar que la candidatura més votada no sigui la que tingui més regidors, en funció de com es reparteixin entre els candidats de les llistes. L'any 2015 la CUP guanyà en nombre de vots, no en va, Convergència obtingué més regidors i per tant, l'alcaldia.

### Resultats a les eleccions municipals
| Composició del ple municipal |      |      |      |      |      |      |      |      |      |      |      |
| Partit                       | 1979 | 1983 | 1987 | 1991 | 1995 | 1999 | 2003 | 2007 | 2011 | 2015 | 2019 |
| CiU/JxCat                    |      |      | 5    | 5    | 5    | 5    | 5    | 0    | 5    | 3    | 3    |
| CUP - PA/TPA - AMUNT         |      |      |      |      |      |      |      |      |      | 2    | 2    |
| IxT - ERC-AM                 |      |      |      |      |      |      |      |      |      |      | 0    |
| PP                           |      |      |      | 0    | 0    | 0    | 0    | 0    | 0    | 0    | 0    |
| PSC-PM / IxTS-PSC - CP       |      |      |      |      | 0    | 0    | 0    | 0    | 0    | 0    | 0    |
| PxC                          |      |      |      |      |      |      |      |      | 0    |      |      |
| AETS                         |      |      |      |      |      |      |      | 5    |      |      |      |
| IND.                         | 5    | 5    |      |      |      |      |      |      |      |      |      |
| Total                        | 5    | 5    | 5    | 5    | 5    | 5    | 5    | 5    | 5    | 5    | 5    |

## Llocs destacats
- Sant Julià de Tarroja de Segarra
- Capelleta de Sant Antoni de Tarroja de Segarra, al camí de Tarroja a la Cardosa.